# Federacja Socjalistycznych Związków Młodzieży Polskiej
Federacja Socjalistycznych Związków Młodzieży Polskiej (FSZMP) – federacja polskich organizacji młodzieżowych utworzona 11 kwietnia 1973 r. Działała do 1981 pod ideowym kierownictwem PZPR. Weszły do niej na mocy uchwał zjazdów krajowych młodzieży, odbytych uprzednio:
- Związek Młodzieży Socjalistycznej (ZMS) (1973–1976),
- Związek Socjalistycznej Młodzieży Wiejskiej (ZSMW) (1973–1976),
- Socjalistyczny Związek Studentów Polskich (SZSP) (1973–1981),
- Socjalistyczny Związek Młodzieży Wojskowej (SZMW) (1973–1976),
- Związek Harcerstwa Polskiego (ZHP) (1973–1981),
- Związek Socjalistycznej Młodzieży Polskiej (ZSMP) (1976–1981) – po połączeniu ZMS, ZSMW i SZMW.

Integrowała działalność organizacji młodzieży w dziedzinie jej socjalistycznego wychowania. Za swe główne zadanie uznała m.in. tworzenie jednolitego frontu pracy ideowo-politycznej wśród całej młodzieży i ustalanie zasadniczych kierunków działalności służącej kształtowaniu socjalistycznych, patriotycznych i internacjonalistycznych postaw i wzorców osobowych młodzieży, określanie generalnych kierunków jej aktywności społeczno-gospodarczej oraz reprezentowanie interesów całej młodzieży wobec władz politycznych i państwowych.
Struktura: Rada Główna (stanowiły ją prezydia zarządów głównych związków skupionych w FSZMP oraz Komitet Wykonawczy FSZMP), rady wojewódzkie i powiatowe oraz ich komitety wykonawcze.